# Бетховенское кольцо (Бонн)

Бетховенское кольцо (нем. Beethoven-Ring) — награда Бетховенского фестиваля в Бонне.
Для участия в фестивале приглашаются пять молодых исполнителей. После их фестивальных выступлений среди участников проводящей фестиваль общественной организации «Граждане — Бетховену» (нем. Bürger für Beethoven) проходит письменное голосование, определяющее обладателя награды. Лауреат даёт торжественный концерт в Доме Бетховена в Бонне или в другом историческом месте, связанном с композитором, и в ходе этого концерта ему вручается собственно перстень с портретом Людвига ван Бетховена, выполненным из лазурита (если лауреат — женщина, то перстень дополнительно украшается бриллиантами).

## Лауреаты
| 2004 | Густаво Дюдамель (дирижёр, Венесуэла)          |
| 2005 | Юлия Фишер (скрипачка, Германия)               |
| 2006 | Лиза Батиашвили (скрипачка, Грузия/Германия)   |
| 2007 | Георгий Харадзе (виолончелист, Грузия/Франция) |
| 2008 | Лаума Скриде (пианистка, Латвия)               |
| 2009 | Тео Георгиу (пианист, Швейцария)               |